# Campeonato Panamericano de Balonmano Masculino Junior de 2007
El VII Campeonato Panamericano de Balonmano Masculino Junior de 2007 se disputó entre el 14 y el 21 de abril de 2007  en Viña del Mar, Chile. y es organizado por la Federación Panamericana de Balonmano Este campeonato entregó dos plazas para el Campeonato Mundial de Balonmano Masculino Junior de 2007

## Primera fase

### Grupo A
| Equipo               | PTS | J | G | E | P | GF  | GC  | DG  |
| -------------------- | --- | - | - | - | - | --- | --- | --- |
| Brasil               | 6   | 3 | 3 | 0 | 0 | 123 | 57  | +66 |
| Uruguay              | 4   | 3 | 2 | 0 | 1 | 85  | 71  | +14 |
| Canadá               | 2   | 3 | 1 | 0 | 2 | 75  | 102 | -27 |
| República Dominicana | 0   | 3 | 0 | 0 | 3 | 57  | 110 | -53 |

#### Resultados
| Fecha      | Hora  | Partido³             | Partido³ | Partido³             | Resultado | Informe del partido |
| ---------- | ----- | -------------------- | -------- | -------------------- | --------- | ------------------- |
| 17.04.2007 | 15:30 | Brasil               | -        | República Dominicana | 51-14     | Link                |
| 17.04.2007 | 17:30 | Uruguay              | -        | Canadá               | 34-24     | Link                |
| 18.04.2007 | 15:30 | República Dominicana | -        | Uruguay              | 20-30     | Link                |
| 18.04.2007 | 17:30 | Brasil               | -        | Canadá               | 45-22     | Link                |
| 19.04.2007 | 15:30 | Canadá               | -        | República Dominicana | 29-23     | Link                |
| 19.04.2007 | 17:30 | Uruguay              | -        | Brasil               | 21-27     | Link                |

### Grupo B
| Equipo      | PTS | J | G | E | P | GF | GC | DG  |
| ----------- | --- | - | - | - | - | -- | -- | --- |
| Argentina   | 4   | 2 | 2 | 0 | 0 | 70 | 39 | +31 |
| Chile       | 2   | 2 | 1 | 0 | 1 | 60 | 57 | +3  |
| Puerto Rico | 0   | 2 | 0 | 0 | 2 | 43 | 77 | -34 |

#### Resultados
| Fecha      | Hora  | Partido³  | Partido³ | Partido³    | Resultado | Informe del partido |
| ---------- | ----- | --------- | -------- | ----------- | --------- | ------------------- |
| 17.04.2007 | 20:00 | Argentina | -        | Puerto Rico | 36-20     | Link                |
| 18.04.2007 | 19:30 | Chile     | -        | Puerto Rico | 41-23     | Link                |
| 19.04.2007 | 19:30 | Argentina | -        | Chile       | 34-19     | Link                |

### 5º al 7º puesto
| Fecha      | Hora² | Partido¹             | Partido¹ | Partido¹    | Resultado | Informe del partido |
| ---------- | ----- | -------------------- | -------- | ----------- | --------- | ------------------- |
| 20.04.2007 | 15:30 | República Dominicana | -        | Puerto Rico | 23-25     | Link                |

### 5º/6º puesto
| Fecha      | Hora² | Partido¹    | Partido¹ | Partido¹ | Resultado | Informe del partido |
| ---------- | ----- | ----------- | -------- | -------- | --------- | ------------------- |
| 21.04.2007 | 14:00 | Puerto Rico | -        | Canadá   | 26-25     | Link                |

## Fase final

### Semifinales
| Fecha      | Hora  | Partido³  | Partido³ | Partido³ | Resultado | Informe del partido |
| ---------- | ----- | --------- | -------- | -------- | --------- | ------------------- |
| 20.04.2007 | 17:30 | Brasil    | -        | Chile    | 35-19     | Link                |
| 20.04.2007 | 19:30 | Argentina | -        | Uruguay  | 28-12     | Link                |

### 3º/4º puesto
| Fecha      | Hora² | Partido¹ | Partido¹ | Partido¹ | Resultado | Informe del partido |
| ---------- | ----- | -------- | -------- | -------- | --------- | ------------------- |
| 21.04.2007 | 16:00 | Chile    | -        | Uruguay  | 24-20     | Link                |

### Final
| Fecha      | Hora² | Partido¹ | Partido¹ | Partido¹  | Resultado | Informe del partido |
| ---------- | ----- | -------- | -------- | --------- | --------- | ------------------- |
| 21.04.2007 | 18:00 | Brasil   | -        | Argentina | 28-29     |                     |

| Argentina           |
| Campeón             |
| Argentina 4° título |

### Clasificación general
| Argentina               |
| Brasil                  |
| Chile                   |
| 4. Uruguay              |
| 5. Puerto Rico          |
| 6. Canadá               |
| 7. República Dominicana |

## Clasificados al Mundial 2007
| Bandera de Argentina | Bandera de Brasil |
| Argentina            | Brasil            |
| -------------------- | ----------------- |